# Mikael Rosén
Mikael Rosén tidl. Gustavsson (født 15. august 1974) er en tidligere fodboldspiller fra Sverige.
Han nåede i karrieren at spille for klubber som Motala AIF, Halmstads BK, Helsingborgs IF, Halmstads BK og danske Viborg FF.
I 1999 fik han debut på det svenske landshold, og nåede i perioden (1999-2003) at spille 3 officielle kampe.
Rosén har også været i Danmark hvor han repræsenterede Viborg FF i en periode fra 14. marts 2004 til 14. maj 2006. Det blev til 77 kampe og 3 mål i Superligaen.